# Sahaliyania
Sahaliyania (mandžusky "černý", odkaz na řeku Amur) byl rod velkého kachnozobého dinosaura z podčeledi Lambeosaurinae. Žil v období konce pozdní křídy (pozdní věk maastricht, před 68 až 66 miliony let) na území současné provincie Chej-lung-ťiang na území severovýchodní Číny. V sedimentech geologického souvrství Jü-liang-ce byl objeven také vzdáleně příbuzný hadrosaurid rodu Wulagasaurus.

## Popis
Tento hadrosaurid dosahoval délky kolem 7,5 až 8 metrů a hmotnosti zhruba 2500 kg.

## Objev
Pozůstatky objeveného jedince se skládají z fragmentární lebky s kat. ozn. GMH W453, kterou popsal v roce 2008 belgický paleontolog Pascal Godefroit a jeho vědečtí kolegové. Druhové jméno elunchunorum odkazuje k místnímu etniku Elunchun (česky Oročové). V současnosti neznáme přesné systematické zařazení tohoto druhu, jde ale nepochybně o zástupce lambeosaurinních hadrosauridů. Šlo tedy o mohutného čtyřnohého býložravce. Může se také jednat o mladší synonymum rodu Amurosaurus.

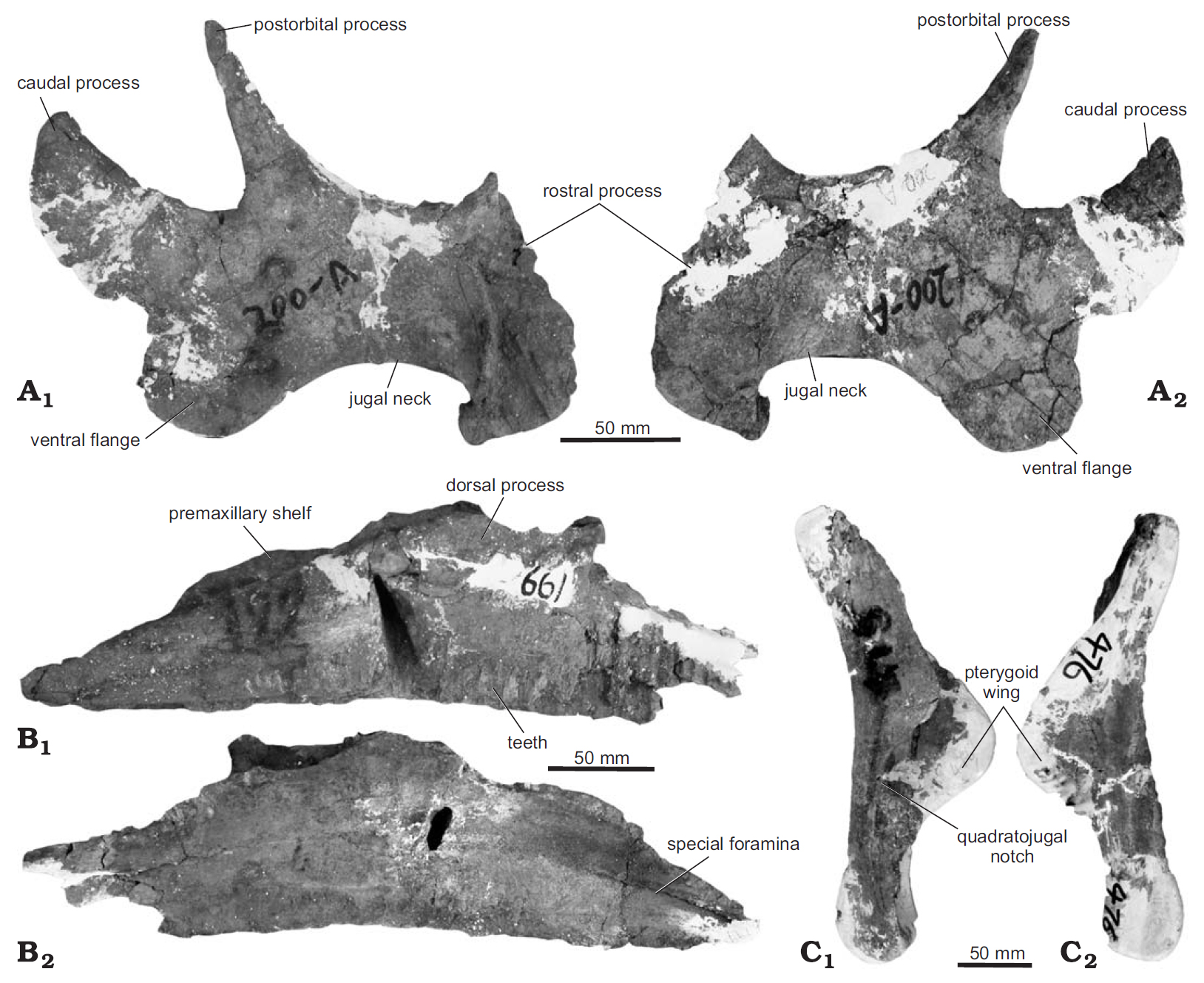
Sahaliyania elunchunorum, fragmenty lebky

## Paleoekologie
Tito hadrosauridi byli patrně loveni velkými tyranosauridními teropody, blízce příbuznými populárnímu severoamerickému druhu Tyrannosaurus rex. Jejich fosilní zuby a jiné části kostry byly objeveny ve stejných sedimentech (geologické souvrství Udurčukan a některá další).